# Fish
Fish, właśc. Derek William Dick (ur. 25 kwietnia 1958 w Edynburgu) – szkocki artysta rockowy, wokalista, kompozytor, autor tekstów i aktor. Najbardziej znany z występów z neoprogresywną grupą rockową Marillion. Miał znaczący udział w jej sukcesach jako autor tekstów oraz współkompozytor muzyki. W 1988 Fish opuścił grupę i rozpoczął karierę solową. Z reguły tworzy albumy tematyczne w stylu neoprogresywnym. Współpracował także z takimi muzykami jak Tony Banks, Peter Hammill i Ayreon.

## Życie prywatne
- Rodzice: Robert (Bert) i Isabella (Isa)[3]
- Rodzeństwo: siostra Laura, 3 lata młodsza[3]
- Żona: trzykrotnie żonaty.
- Dzieci: Tara Rowena (ur. 1 stycznia 1991)[3]

Pierwsza żona: Tamara, (ślub 25 lipca 1987, rozwód 2003). Druga żona: Katherine Webb, (ślub 30 maja 2009, rozwód 2010). Trzecia żona Simone Rösler (ślub 14 października 2017) .

## Dyskografia

### Albumy studyjne
- Vigil in a Wilderness of Mirrors (1990)
- Internal Exile (1991)
- Songs from the Mirror (1993)
- Suits (1994)
- Sunsets on Empire (1997)
- Raingods with Zippos (1999)
- Fellini Days (2001)
- Field of Crows (2003)
- 13th Star (2007)
- A Feast of Consequences (2013)
- Weltschmerz (2020)

### Albumy koncertowe
- Sushi (Live '93) (1994)

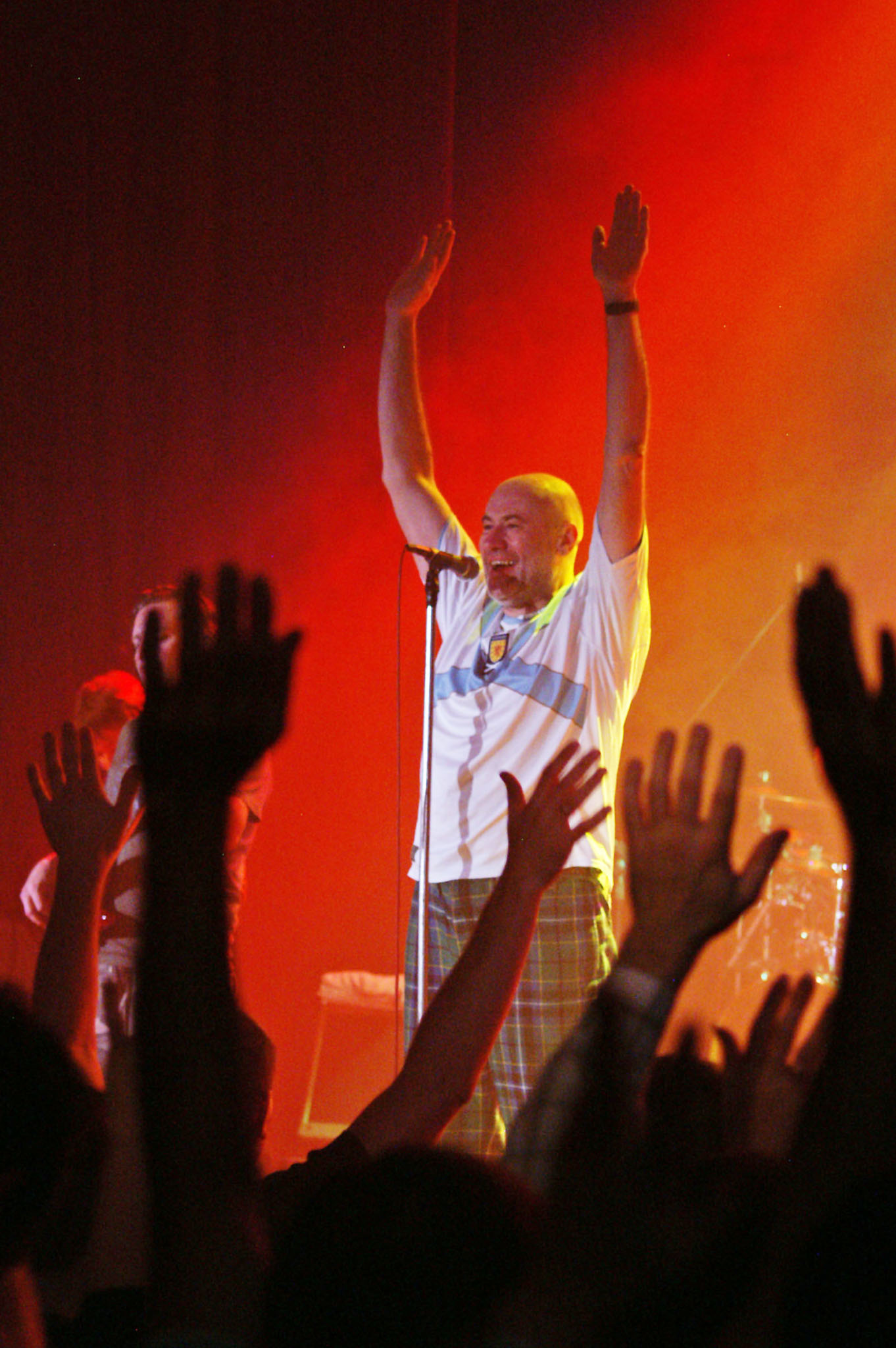
Fish podczas koncertu w Bielsku-Białej, 2007

- Songs For The Company, Live '93 (1994)
- Acoustic Session (1994)
- Krakow (Live '95) (1996)
- Sunsets on Empire – Live in Przemyśl DVD (1998)
- The Perception of Fish, Live '98 (1998, VHS)
- Sashimi (Live '99) (2001)
- Fool’s Company (2003, DVD)
- Scattering Crows (2004, DVD)
- Krakow ('95) Electric & Acoustic Set (2005, DVD)
- Return to Childhood (2006)
- Communion (2007)

### Albumy kompilacyjne
- Yin (1995)
- Yang (1995)
- Kettle Of Fish (Video Collection) (2002, DVD)
- Bouillabaisse (2005)

### Single
- Fortunes Of War (1998)

## Filmografia
- Electric Man (2012) jako Uncle Jimmy
- The Jacket (2005) jako Jimmy Fleischer
- Quite Ugly One Morning (2004) (TV) jako Finlay Price
- 9 Dead Gay Guys (2002) jako UFO Nick
- Rebus: Black and Blue (2000) (TV) jako Barry Judd
- The Young Person's Guide to Becoming a Rock Star – serial
  - odcinek Making Tracks (1998) jako Derek Trout
- Chasing the Deer (1994) jako Angus Cameron
- Jute City (1991) (TV) jako Ferguson
- Zorro, lub Nouvelles aventures de Zorro, Les (Francja), lub The New Zorro – serial
  - odcinek The Newcomers (1991) jako Daniel Nielson